# Toxodon
Toxodon ist eine Gattung ausgestorbener Säugetiere und Namensgeber der Toxodontidae, einer Familie der Notoungulata. Es war ein Pflanzenfresser, ernährte sich also herbivor und wurde 1837 von Richard Owen beschrieben. Es lebte vom späten Pliozän und Pleistozän (etwa 3,6 Millionen Jahre) bis vor ca. 13.000 Jahren in Südamerika. Sein Name bedeutet „Zahn in Form eines Pfeiles“.

## Merkmale
Toxodon erreichte ein Lebendgewicht von bis zu zwei Tonnen und eine Gesamtlänge von über 2,7 Metern. Die Schulterhöhe betrug ca. 1,50 Meter. Damit ähnelte Toxodon einem schweren Nashorn mit einem Flusspferd-ähnlichen Kopf. Nasale Öffnungen am Kopfteil des Schädels weisen auf eine gut entwickelte Schnauze hin. Der Körper war tonnenförmig und lässt auf umfangreiche Verdauungsapparate schließen. Ähnlich wie bei heutigen Nashörnern besaß es kurze, aber muskulöse Beine, die dreizehig endeten. Die Schneidezähne standen hervor und dienten wahrscheinlich dem Abreißen von Blättern.

## Lebensweise
Gewöhnlich geht man davon aus, dass Toxodon ähnlich wie ein heutiges Flusspferd halb-aquatisch lebte, da die Nüstern und Augen relativ weit oben am Kopf saßen und die Gliedmaßen relativ kurz waren. Die hochkronigen Zähne deuten auf einen Grasfresser hin, was durch Ergebnisse aus Studien anhand von Kohlenstoffisotopen unterstützt wird. Die ähnliche Gattung Mixotoxodon kam im Pleistozän im Norden Südamerikas und in Mittelamerika vor.

## Arten
Verschiedene Arten sind aus dem Pleistozän bekannt. Aus dem frühen bis mittleren Pleistozän ist T. ensenadensis belegt, während im Lujanian (spätes Pleistozän bis frühes Holozän) gleich mehrere Arten existiert haben dürften. T. platensis, T. burmeisteri, T. darwinii, T. paradoxus, T. bilobidens, T. gracilis and T. gezi werden bisweilen als valide Arten dieses Abschnitts betrachtet, obwohl offenbar nur T. platensis und T. burmeisteri bis in das späte Lujanian existierten.

## Aussterben
Das Toxodon ist zu Beginn des Holozäns im Zuge der quartären Aussterbewelle ausgestorben, als praktisch alle größeren Tiere über 45 kg in Südamerika ausstarben. Frühere Datierungen des Aussterbens auf die Mitte des Holozäns gelten heute als widerlegt.